# 203 (nombre)
« Deux cent-trois » redirige ici. Pour l'année, voir 203.
203 (deux cent-trois) est l'entier naturel qui suit 202 et qui précède 204.

## En mathématiques
Deux cent-trois est :
- Le 6e nombre de Bell.

## Dans d'autres domaines
Deux cent-trois est aussi :
- Un code d'état HTTP indiquant une information partielle.
- Le code téléphonique pour la région Sud-Ouest du Connecticut et des comtés de Fairfield et New Haven aux États-Unis.
- Le modèle d'une voiture : Peugeot 203, produite de 1948 à 1960.
- Années historiques : -203, 203.